# Hrabia Kentu
Earlowie Kentu
- 1020–1053: Godwin
- 1053–1066: Leofwine Godwinsson

Hrabiowie Kentu 1. kreacji (parostwo Anglii)
- 1067–1088: Odon z Bayeux

Hrabiowie Kentu 2. kreacji (parostwo Anglii)
- 1141–1155: Wilhelm z Ypres

Hrabiowie Kentu 3. kreacji (parostwo Anglii)
- 1227–1243: Hubert de Burgh, 1. hrabia Kentu

Hrabiowie Kentu 4. kreacji (parostwo Anglii)
- 1321–1330: Edmund Woodstock, 1. hrabia Kentu
- 1331–1333: Edmund Plantagenet, 2. hrabia Kentu
- 1333–1352: Jan Plantagenet, 3. hrabia Kentu
- 1352–1385: Joanna Plantagenet, 4. hrabina Kentu

Hrabiowie Kentu (parostow Anglii)
- dodatkowy tytuł: baron Holand
- 1360–1360: Thomas Holland, 1. hrabia Kentu
- 1360–1397: Thomas Holland, 2. hrabia Kentu
- 1397–1400: Thomas Holland, 3. hrabia Kentu
- 1400–1408: Edmund Holland, 4. hrabia Kentu

Hrabiowie Kentu 5. kreacji (parostow Anglii)
- 1461–1463: William Neville, 1. hrabia Kentu

Hrabiowie Kentu 6. kreacji (parostwo Anglii)
- 1465–1498: Edmund Grey, 1. hrabia Kentu
- 1498–1503: George Grey, 2. hrabia Kentu
- 1503–1524: Richard Grey, 3. hrabia Kentu
- 1524–1562: Henry Grey, 4. hrabia Kentu
- 1562–1573: Reginald Grey, 5. hrabia Kentu
- 1573–1615: Henry Grey, 6. hrabia Kentu
- 1615–1623: Charles Grey, 7. hrabia Kentu
- 1623–1639: Henry Grey, 8. hrabia Kentu
- 1639–1643: Anthony Grey, 9. hrabia Kentu
- 1643–1651: Henry Grey, 10. hrabia Kentu
- 1651–1702: Anthony Grey, 11. hrabia Kentu
- 1702–1740: Henry Grey, 12. hrabia Kentu, od 1706 r. 1. markiz Kentu, od 1710 r. 1. książę Kentu

Hrabiowie Kentu 7. kreacji (parostwo Zjednoczonego Królestwa)
- 1866–1900: Alfred Ernest Albert Koburg, książę Edynburga